# Guyanadvärgspett
Guyanadvärgspett (Picumnus minutissimus) är en fågel i familjen hackspettar inom ordningen hackspettartade fåglar.

## Utbredning och systematik
Fågeln förekommer i kustnära låglänta områden i Surinam, möjligen också i närliggande Guyana och Franska Guyana. Den behandlas som monotypisk, det vill säga att den inte delas in i några underarter.

## Status
Arten har ett begränsat utbredningsområde, men beståndet anses vara stabilt. IUCN kategoriserar arten som livskraftig.